# Margaret Ann Neale
Margaret Ann Neale ist eine emeritierte, amerikanische Psychologin und lehrte als Adams Distinguished Professor of Management an der Business School der Stanford University in Kalifornien.

## Leben
Im Juni 1969 nahm Neale ihre Universitätskarriere an der Northeast Louisiana University mit einem Studium der Pharmazie auf. Sie schloss 1972 mit einem B.S.P. ab. Sie wechselte ans Medical College of Virginia wo sie Hospital Pharmacy Administration studierte und im Mai 1974 abschloss. Sie wechselte an die Virginia Commonwealth University, wo sie 1975 bis 1977 Verhalten von Kleingruppen und Psychologische Therapie studierte. 1977 schloss sie mit einem Master ab.
Von 1979 bis 1982 studierte Neale an der University of Texas Organizational Behavior und schloss im August 1982 mit Ph.D. ab. Der Titel ihrer Promotionsschrift lautete "Improving Negotiator Effectiveness: A Decision Making Perspective", ihr Doktorvater war Max H. Bazerman.
Sie nahm eine Assistant Professor-Stelle an der University of Arizona an und lehrte dort bis 1988 einschließlich ihrer Beförderung zum Assistant Professor, 1986.
1990 nahm sie Gastprofessuren in verschiedenen Universitäten auf, darunter die Chulalongkorn University in Bangkok und die Kellogg Graduate School of Management. Dort wurde sie 1988 zum Associate Professor of Organization Behavior berufen und 1990 auf den Lehrstuhl J. L. and Helen Kellogg Distinguished Professor of Dispute Resolution and Organizations.
1995 verließ sie die Kellogg School, um in Stanford als Professor of Organizational Behavior zu lehren. 1995 bis 1999 lehrte sie als Professorin. 1999 wurde sie auf den John G. McCoy-Banc One Corporation Professor of Organizations and Dispute Resolution berufen, auf dem sie bis 2012 lehrte. 2012 übernahm sie die Adams Distinguished Professor of Management-Professur, die sie seither besetzt.

## Forschung
Margaret Neales Forschung befasste sich in erster Linie mit Verhandlungstheorie und Team-Performance. Mit ihrer Forschung dehnte sie die Untersuchungen von Entscheidungstheorien auf das Feld der Verhandlungstheorie aus. Im Detail untersuchte sie die kognitiven und sozialen Prozesse, die zu einer Abweichung vom effizienten Verhandlungsverhalten führen. In ihren Forschungen zu Teams untersuchte sie Aspekte der Zusammensetzung von Teams und Gruppenprozessen, die die Fähigkeit des Teams zur Informationsverarbeitung, zum Lernen und zum Problemlösen in realen wie in virtuellen Teams beeinflussten.
Nach Neales Aussagen befasst sich Verhandeln mit der Lösung eines Problems der Gegenseite, durch die man selbst besser dasteht, als hätte man nicht verhandelt. Indem sie die Verhandlung von einer Konfrontation in eine Problemlösungssituation umdefiniert, kommt Neale zu interessanten Einsichten, die sie in vier Schritten beschreibt:
Bewertung
Man bewertet, ob es sich um eine Verhandlungssituation handelt oder nicht. Nur, wenn der Erfolg den Aufwand rechtfertigt, sollte man überhaupt in Verhandlungen eintreten. Nur wenn man über ausreichend Information verfügt, um in der Verhandlung tragfähige Angebote und kreative Pakete einzubringen, sollte man mit den Vorbereitungen fortfahren.
Vorbereiten
In der Vorbereitung muss man ausfindig machen, was man selbst erreichen möchte und was der Verhandlungspartner erreichen möchte. Wichtig ist, nicht vorgeschobene Gründe zu erkennen, sondern die tatsächlichen Gründe. Nach Angaben Neales wird dieser Punkt am häufigsten missachtet.
Frage
Obwohl klassische Verhandlungstheorien vorhersagen, dass der erste Verhandler mit einem Angebot verliert, sollte man mit dem aus der Vorbereitung gewonnenen Wissen ein Angebot unterbreiten. Dadurch kann sichergestellt werden, dass das Ergebnis vergleichsweise dicht beim ersten Angebot erreicht werden kann.
Verpacken
Das Angebot darf nicht Punkt für Punkt ansprechen, sondern muss in einem Paket möglichst viele der ermittelten Punkte umfassen. Indem Punkt für Punkt abgehandelt wird, wird ein Thema konfrontativ. Die Paketlösung enthält Elemente, die im Zusammenspiel wirksamer werden. Insbesondere die Partei mit der schwächeren Position profitiert von einer Paketlösung, weil sie damit mehr Vorteile für andere Verhandlungsteilnehmer gleichzeitig anbieten kann, ohne dabei in der Einzelaufrechnung zu verlieren.

## Schriften

### Über Margaret Neale
- Margaret Ann Neale, Maggie Neale

### Von Margaret Ann Neale

#### Bücher
- 1991 Cognition and rationality in negotiation
- 1992 Negotiating rationally mit Max H. Bazerman
- 2007 Affect and groups
- 2011 Negotiation and groups
- 2015 Getting (more of) what you want: how the secrets of economics and psychology can help you negotiate anything, in business and in life